# Station Sanok
Station Sanok is een spoorwegstation in de Poolse plaats Sanok.